# Université de Duisbourg et Essen
L'université de Duisbourg et Essen est une université allemande, à Duisbourg et Essen. Avec environ 40 000 étudiants de 130 pays, elle est l'une des dix plus grandes universités allemandes quant au nombre d'étudiants.